# IVL C.24
IVL C.24 là loại máy bay đầu tiên do Phần Lan tự thiết kế chế tạo, do hãng IVL sản xuất, chỉ có 1 mẫu thử duy nhất được chế tạo.

## Quốc gia sử dụng
Phần Lan
- Không quân Phần Lan

## Tính năng kỹ chiến thuật (C.24)
Dữ liệu lấy từ AVI
Đặc điểm tổng quát
- Kíp lái: 1
- Chiều dài: 7,1 m (23 ft 3 in)
- Sải cánh: 12,1 m (39 ft 8 in)
- Chiều cao: 2,9 m (9 ft 6 in)
- Diện tích cánh: 19 m² (204,4 ft²)
- Trọng lượng rỗng: 660 kg (1.452 lb)
- Trọng lượng có tải: kg (lb)
- Trọng tải có ích: kg (kg)
- Trọng lượng cất cánh tối đa: 870 kg (1.740 lb)
- Động cơ: 1 × , kW (hp)

 Hiệu suất bay 
- Tốc độ không vượt quá: km/h (knot, mph)
- Vận tốc cực đại: 200+ km/h (108 knot, 123 mph)
- Vận tốc hành trình: km/h (knot, mph)
- Vận tốc tắt ngưỡng: km/h (knot, mph)
- Tầm bay: km (nm, mi)
- Trần bay: m (ft)
- Vận tốc lên cao: m/s (ft/phút)
- Tải trên cánh: 44,7 kg/m² (9,14 lb/ft²)
- Công suất/trọng lượng: W/kg (hp/lb)